# Thierry Aubin
Pour les articles homonymes, voir Aubin.
Thierry Aubin, né le 6 mai 1942 à Béziers et mort le 21 mars 2009 dans le 15e arrondissement de Paris, est un mathématicien français.

## Biographie
Après avoir obtenu le premier prix du concours général en mathématiques, Thierry Aubin intègre l'École polytechnique en 1961. Il deviendra ensuite docteur ès Sciences mathématiques après avoir soutenu en 1969 sa thèse sous la direction d'André Lichnerowicz. 
Après avoir enseigné à l'université de Lille de 1968 à 1973, il rejoint l'Université Paris VI.
Ses travaux ont été consacrés à la géométrie différentielle globale et aux équations aux dérivées partielles non linéaires. Il est, en particulier, un des fondateurs de l'analyse non-linéaire sur les variétés dont les développements sont importants[réf. nécessaire].
Il reçoit le Prix Servant de l'Académie des sciences en 1982 avant d'être élu correspondant de l'institution le 19 mars 1990. Le 18 novembre 2004, il devient membre de l'académie des sciences dans la section mathématiques.
Il meurt le 21 mars 2009 dans le 15e arrondissement de Paris.